# دریاچه بحری
دریاچه بحری (ترکی استانبولی: Bahri Gölü) یک دریاچه در استان بینگول کشور ترکیه است.